# 埃丁頓鎮區 (伊利諾伊州羅克艾蘭縣)
埃丁頓鎮區（英語：Edgington Township）是位於美國伊利諾伊州羅克艾蘭縣的一個行政鎮區。

## 地方資料
根據2010年美國人口普查的數據，埃丁頓鎮區的面積為92.40平方千米，當中陸地面積為92.40平方千米，而水域面積為0.00平方千米。當地共有人口1465人，而人口密度為每平方千米15.85人。